# Georgefischeria mundkurii
Georgefischeria mundkurii är en svampart som beskrevs av Gandhe & K. Gandhe 2004. Georgefischeria mundkurii ingår i släktet Georgefischeria och familjen Georgefischeriaceae.   Inga underarter finns listade i Catalogue of Life.